# 제이크 크리스트
제이콥 크리스트(Jacob Crist, 1984년 7월 13일 ~ )는 본명 존 크리스트(John Crist) 미국의 남자 프로레슬링 선수다. 피니쉬는 슈퍼 커터 그리고 시그니처 무브는 킥 콤보(슈퍼 킥+라운드 하우스 킥)를 주로 사용한다. 키는 173cm 몸무게는 88kg이다. 친형인 데이브 크리스트 또한 프로레슬링 선수로 세계 각국의 다양한 인디 단체에서 활동한 경력이 있으며, 2017년 해에 임팩트 레슬링에 입문하였다.

## 주요 수상
- AAW 태그팀 챔피언 4회(데이브 크리스트)
- A1 태그팀 챔피언 1회(데이브 크리스트)
- AIW 태그팀 챔피언1회(데이브 크리스트)
- APWA 월드 태그팀 챔피언 1회(데이브 크리스트)
- CZW 월드 태그팀 챔피언 1회(데이브 크리스트)
- CZW 와이어드 TV 챔피언 1회
- D1W 태그팀 챔피언 1회(데이브 크리스트)
- 임팩트 월드 태그팀 챔피언십 1회(데이브 크리스트)
- 임팩트 X-디비전 챔피언십 1회
- HWA 헤비웨이트 챔피언 2회
- HWA 텔레비전 챔피언 1회
- HWA 태그팀 챔피언 6회(데이브 크리스트)
- HWA 허트랜드 컵 토너먼트 우승자(2011)
- IPD 챔피언 1회
- IPW 월드 헤비웨이트 챔피언 1회
- IPW 태그팀 챔피언 2회(데이브 크리스트)
- IPW 주니어 헤비웨이트 챔피언 3회
- IWA 이스트 코스트 태그팀 챔피언 1회(데이브 크리스트)
- IWA 미드 사우스 헤비웨이트 챔피언 1회
- IWC 태그팀 챔피언 1회(데이브 크리스트)
- JCW 태그팀 챔피언 5회(데이브 크리스트)
- RPW 챔피언 2회
- RPW 태그팀 챔피언 2회(아론 윌리암스 1회, 론 마티스 1회)
- PWI 2018년 탑 500위 싱글 레슬러 랭킹 135위